# Lihuel Calel (departamento)

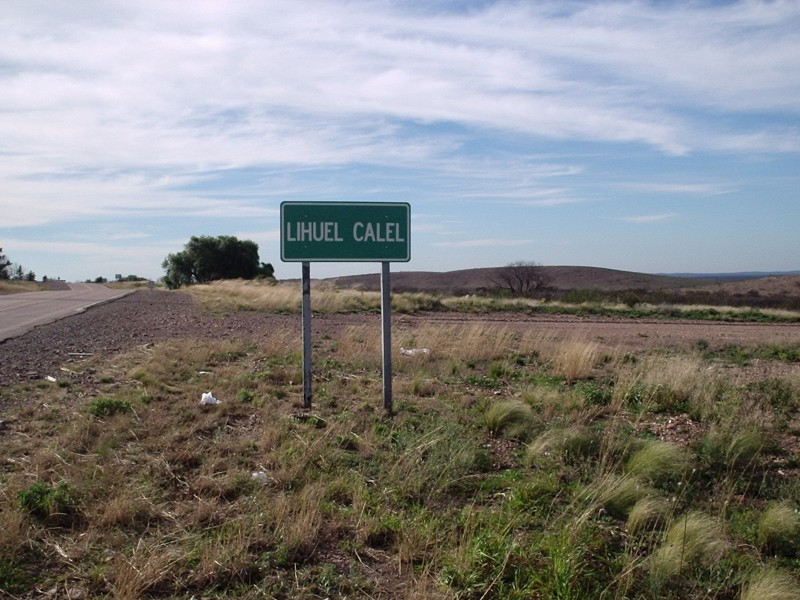
Placa mostrando, que você está perto de Lihuel Calel

Lihuel Calel é um departamento da Argentina, localizada na província de La Pampa.